# Hip hip urrà

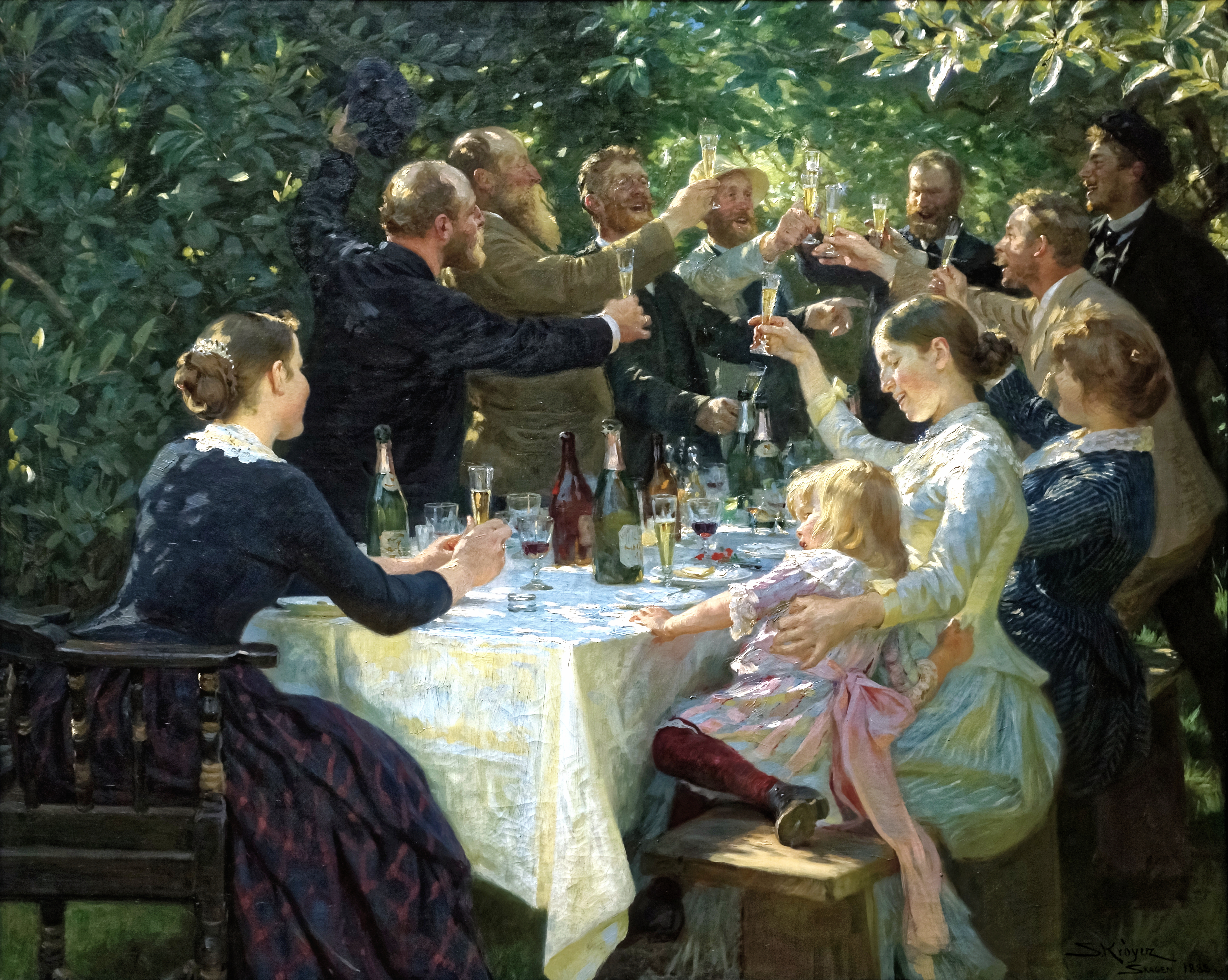
Hip, hip, urrà! (1888) di Peder Severin Krøyer

Hip hip urrà (italianizzazione dell'inglese Hip hip hooray, di solito pronunciata con le "h" mute) è una locuzione con valore di interiezione, di probabile origine onomatopeica, che viene di norma proferita come grido collettivo di esultanza, incitamento o per congratularsi con qualcuno. Di norma, un soggetto singolo di un gruppo di persone intona un hip hip che viene seguito da un urrà pronunciato a gran voce da tutti i presenti. In genere il grido viene dedicato a qualcuno o a qualcosa oggetto dell'esultanza, che viene menzionato prima di intonare l'hip hip (ad esempio: "per il nostro eroe, hip hip urrà"). In passato, l'urrà veniva gridato solo dopo che il capo-coro aveva a sua volta gridato per tre volte hip; successivamente il numero di hip si è ridotto a due.
In Australia e nel Regno Unito, viene spesso pronunciato dopo aver cantato Happy Birthday to You. In Canada e nel Regno Unito si recita l'esclamazione per salutare in gruppo un monarca durante gli eventi pubblici.
Nella lingua inglese si sono diffuse delle varianti dell'esclamazione tra cui hippity hip hooray; l'hooray finale viene talvolta pronunciato o riportato con la grafia hoorah, hurrah o hurray.

## Etimologia
Secondo qualcuno, hip deriva dall'acronimo medievale in lingua latina Hierosolyma Est Perdita (lett. "Gerusalemme è perduta"), che veniva utilizzato dagli antisemtiti durante le rivolte Hep-Hep scoppiate in Germania tra l'agosto e l'ottobre del 1819. Michael Fontaine dell'Università Cornell ritiene che questa etimologia sia errata perché risalirebbe in realtà da un giornale in lingua inglese del 28 agosto 1819. Secondo Fontaine «l'interpretazione dell'acrostico ... non ha alcun fondamento nei fatti.» Tale etimo venne anche contestata da Ritchie Robertson, che la definì "popolare" rifacendosi a Jacob Katz.
Stando a un'altra teoria, supportata da Jack Weatherford nel suo Gengis Khan. La nascita del mondo moderno (2004), gli europei iniziarono ad adottare "urrà" prendendo a modello l'espressione di incoraggiamento mongola hooray.

## Storia
La locuzione veniva usata già all'inizio del XIX secolo in Inghilterra in occasione dei brindisi. I dizionari del diciottesimo secolo riportano che hip fungeva da interiezione per catturare l'attenzione. Hip-hip fu aggiunto come richiamo prima dei brindisi o un applauso all'inizio del XIX secolo, probabilmente dopo il 1806. Nel 1813 l'esclamazione assunse la sua forma attuale.